# Osvaldo Novo
Osvaldo Novo (Torino, 1896 – Torino, 9 gennaio 1983) è stato un calciatore italiano, di ruolo terzino.

## Carriera
Novo iniziò la carriera nel Vigor Torino, ove giocò sino al 1919, anno in cui passò alla Juventus. Il suo esordio in maglia juventina avvenne contro il Torino, il 19 dicembre 1919, partita vinta per 4-2 dai bianconeri, mentre il suo ultimo incontro disputato avvenne il 10 maggio 1925 contro l'Alessandria, che finì col punteggio di 3 a 0. L'unico gol da lui segnato avvenne contro la Pro Vercelli grazie ad un rigore, il 30 novembre 1919. Successivamente sbagliò un altro tiro dagli undici metri contro il Torino nel medesimo anno.
Morì a Torino il 9 gennaio 1983.

## Statistiche

### Presenze e reti nei club
| Stagione        | Squadra         | Campionato      | Campionato | Campionato |
| Stagione        | Squadra         | Comp            | Pres       | Reti       |
| --------------- | --------------- | --------------- | ---------- | ---------- |
| 1919-1920       | Juventus        | PC              | 21         | 1          |
| 1920-1921       | Juventus        | PC              | 10         | 0          |
| 1921-1922       | Juventus        | PC              | 22         | 0          |
| 1922-1923       | Juventus        | PD              | 20         | 0          |
| 1923-1924       | Juventus        | PD              | 2          | 0          |
| 1924-1925       | Juventus        | PD              | 16         | 0          |
| Totale carriera | Totale carriera | Totale carriera | 91         | 1          |